# RASH

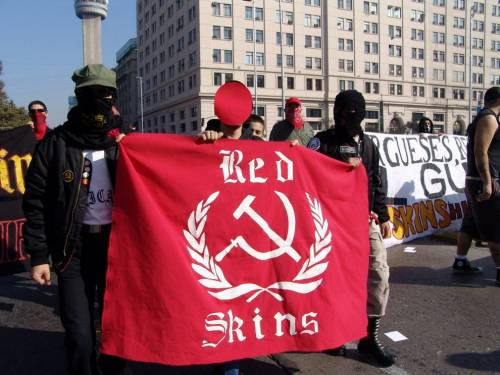
Красные скинхеды на акции.

Содружество Красных и Анархистских Скинхедов (R.A.S.H., англ. Red & Anarchist Skinheads, раши) — международная сеть скинхедов, стоящих (в отличие от S.H.A.R.P.) не только на антифашистских, но и на леворадикальных позициях. На сегодняшний день[когда?] «красные» и «анархо»-скинхеды существуют в Америке, Германии, Испании, Италии, Колумбии, бывшем СССР и во многих других странах мира.

## Цели и намерения
- Противостояние мифу, муссируемому СМИ, о скинхедах как о расистах и опровержение этого стереотипа в обществе.
- Расширение субкультуры скинхедов и пропаганда антифашистских, анархистских и коммунистических идей с помощью музыки (Oi!, стрит-панк, регги, хардкор и т. д.), магазинов, одежды и т. п.
- Борьба, как физическая, так и политическая.
- Борьба против любой дискриминации.
- Участие в различных гражданских и политических акциях.

## История создания

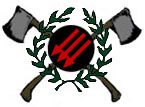
Эмблема Нью-Йоркской организации RASH

RASH был официально основан 1 января 1993 года участниками Mayday Crew, левым крылом скинхедской crew, расположенной в Нью-Йорке, с поддержкой скинхедов из Оттавы, Минеаполиса, Чикаго, Цинциннати и Монреаля. Вскоре была сформирована сеть с отделениями, расположенными в других странах (Колумбия, Испания, Италия, Германия и т. д.).

## Символика
Символом RASH является круг с тремя красными или белыми стрелами внутри, которые обозначают свободу, равенство и солидарность. Данный символ был использован антифашистами из германского Железного фронта.

## См. также

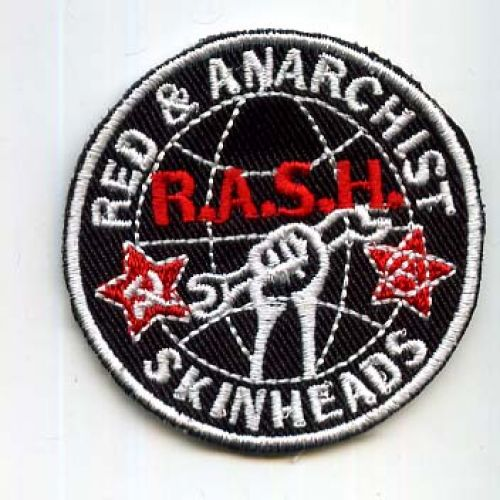
Одна из нашивок RASH